# Gincrey
Gincrey is een gemeente in het Franse departement Meuse in de regio Grand Est en telt 63 inwoners (2009). De plaats maakt deel uit van het arrondissement Verdun.

## Geschiedenis
De gemeente maakte deel uit van het kanton Étain tot Gincrey op 22 maart 2015 werd opgenomen in het op die dag gevormde kanton Belleville-sur-Meuse.

## Geografie
De oppervlakte van Gincrey bedraagt 10,0 km², de bevolkingsdichtheid is dus 6,3 inwoners per km².
De onderstaande kaart toont de ligging van Gincrey met de belangrijkste infrastructuur en aangrenzende gemeenten.

## Demografie
Onderstaande figuur toont het verloop van het inwonertal (bron: INSEE-tellingen).